# Christopher Gillberg
Lars Christopher Gillberg (né le 19 avril 1950), qui a parfois publié sous le nom de Gillberg et Gillberg avec son épouse Carina Gillberg, est professeur de psychiatrie de l'enfant et de l'adolescent à l'Université de Göteborg en Suède, et professeur honoraire à l'Institut de la Santé de l'Enfant (ICH), de l'University College de Londres. Il a également été professeur invité à l'université de Bergen, New York, Odense, St George (Université de Londres), San Francisco, de Glasgow et de Strathclyde,
Christopher Gillberg est l'auteur de plus de 500 publications indexées sur PubMed. Il a contribué de manière significative aux études neuropsychiatriques de l'enfant et de l'adolescent, dans des domaines tels que les troubles du spectre de l'autisme, le TDAH, l'épilepsie, la déficience intellectuelle, le trouble oppositionnel avec provocation/trouble des conduites, le syndrome de Tourette et l'anorexie mentale. Il est le chercheur le plus productif au monde sur le sujet de l'autisme. Ses travaux de recherche allient neurosciences, génétique et épidémiologie, par le biais de présentations cliniques et de pronostics d'intervention et de traitement. Il est le fondateur et rédacteur en chef de la revue European Child & Adolescent Psychiatry, et l'auteur et l'éditeur de nombreux livres scientifiques sur l'éducation. Il a écrit au moins 30 livres dans ces domaines, qui ont été publiés dans une grande variété de langues.
La société de médias Thomson Reuters a énuméré les chercheurs les plus fréquemment citées dans une gamme de revues scientifiques, considérés comme le plus prestigieux au monde. Christopher Gillberg est parmi les 15 chercheurs suédois dans le domaine de la médecine mis en vedette dans la liste.

## Recherche sur l'autisme
Au début des années 1980, le concept d'un spectre de l'autisme a été introduit par Lorna Wing et Gillberg. Gillberg a effectué des recherches approfondies dans l'autisme tout au long de sa carrière universitaire. En 2003, une équipe de recherche franco-suédoise à l'Institut Pasteur et au département de psychiatrie à l'Université de Göteborg et de l'Université de Paris, dirigé par Thomas Bourgeron, Marion Leboyer et Gillberg, a découvert la première mutation génétique propre aux personnes avec autisme. L'équipe a identifié des mutations altérant deux gènes sur le chromosome X qui semblent être impliqués dans la formation des synapses (espaces de communication entre les neurones), dans deux familles où plusieurs membres sont touchés. Des études antérieures, telles que le Paris Autism Research International Sib-Pair Study (PARIS), coordonné par Gillberg et Marion Leboyer, ont plus généralement associé la région du chromosome X avec l'autisme. La publication de 2003 a indiqué l'emplacement de la mutation sur les gènes NLGN4 et NGLN3. La mutation empêche la formation complète de la protéine et est hérité de la mère.
De 2006 à 2009, Gillberg est impliqué dans un projet interdisciplinaire intitulé Autism spectrum conditions: the Gothenburg collaborative studies, financé par le Conseil suédois de la Recherche (Vetenskapsrådet). Ce projet est une collaboration entre des scientifiques spécialisés dans la psychiatrie, la biologie moléculaire et les neurosciences, et implique une équipe internationale composée de chercheurs français, britanniques et des États-Unis, pour étudier divers aspects de l'autisme. Certains résultats ont été publiés au cours de l'année 2007,. Le projet comprend également une étude génétique sur les Îles Féroé.

## Critères diagnostiques du syndrome d'Asperger
En 1989, Gillberg a joué un rôle dans la publication des premiers critères diagnostiques du syndrome d'Asperger. Les critères de Gillberg sont ceux qui se rapprochent le plus de la description originale de Hans Asperger, et pour cette raison, certains cliniciens les considèrent comme le premier choix dans la pratique clinique. Les six critères doivent être respectés pour la confirmation du diagnostic.

### Conception et approche clinique de l'autisme
Christopher Gillberg remet en question l'idée de spectre unique de l'autisme. Pour lui, il existe des centaines de spectres, le spectre de la délétion 22q11, le spectre du 22q13, le spectre de la sclérose tubéreuse, le spectre de l’X-fragile, etc. En 1991, les équipes de Gillberg ont suggéré que l'autisme est situé sur une spectre de compétences à l'empathie.
Les troubles caractérisés par Gillberg sous l'acronyme d'ESSENCE (Early symptomatic syndromes eliciting neurodevelopmental clinical examinations ou syndromes précoces symptomatiques requérant des examens cliniques neurodéveloppementaux, Gillberg, 2010) concernent des enfants avant l'âge de cinq ans, et comprennent par ordre de prévalence, les TDAH (5-7 %), les troubles du langage (5 %), la dyspraxie (5 %), la déficience intellectuelle (2 %), les troubles du spectre de l’autisme, qui n’arrivent donc qu’en 5e place, (1,2 %), les troubles obsessifs compulsifs (TOC), tics et syndrome de Tourette (1 %), les syndromes phénotypiques comportementaux liés à une mutation génétique. Il est également question de l'épilepsie, particulièrement du syndrome de Landau-Kleffner (0,6%), et du trouble réactionnel de l'attachement (0,5-1%). Il n'est pas encore déterminé si le syndrome appelé PANS (Pediatric acute-onset neuropsychiatric syndrome, syndrome neuropsychiatrique à début aigu chez l’enfant) fait ou non partie de ces ESSENCE.
Pour Gillberg, le groupe de troubles appelé «les autismes» est d'origine multifactorielle, et, lorsqu'ils sont handicapants, toujours associés à d'autres troubles neurodéveloppementaux spécifiques : troubles spécifiques du langage, dyspraxie, TDAH, tics, TOC, épilepsie et autres troubles médicaux, etc.
Les troubles de fonctionnement synaptiques ainsi que ceux des gènes CLOCK, qui régulent le fonctionnement des rythmes circadiens, jouent un rôle important dans le caractère handicapant de la condition, mais les facteurs environnementaux, tels que prématurité, syndrome d’alcoolisation fœtale, exposition à des toxines, infections, traumatismes, carence en vitamine D, ont un rôle déterminant, pouvant en eux-mêmes être à l'origine de l'autisme.
Aucune frontière nette ne sépare l'autisme des traits autistiques. Le handicap est en général un effet des comorbidités plutôt que de l'autisme, et le degré de handicap peut fluctuer au cours de la vie. Qu'il soit handicapant ou non, l'autisme dure toute la vie.
Le chercheur relève que ce n'est pas la sévérité de l'autisme comme telle qui augure du pronostic : un score d'autisme très élevé sur l'ADOS, l'ASSQ, le SDQ, n'indique pas grand-chose sur l'avenir de l'enfant. Ce qui peut en donner une idée est le degré de déficience intellectuelle, de troubles de langage, d’épilepsie ou de troubles médicaux, etc. Il préconise l'utilisation de divers questionnaires, une observation du comportement de l'enfant dans la vie quotidienne, des examens médicaux ainsi qu'une évaluation du fonctionnement intellectuel, des forces et faiblesses du fonctionnement neuropsychologique, le plus tôt possible. Une électroencéphalographie (EEG) durant le sommeil est aussi évoquée.
Gillberg considère que les TSA ne forment pas un spectre distinct, et conteste la présentation apportée par le DSM-5. Pour lui, il est plus important de dépister les troubles du groupe ESSENCE précocement que de s'attacher à identifier l'autisme «pur». Les consultations sont nécessaires tout au long du développement afin de déterminer la spécificité de chacun des troubles, qui sont souvent impossibles à distinguer les uns des autres en période précoce.

### Epidémiologie
Gillberg et son équipe, dans une étude de 1983, ont relevé une prévalence de traits autistiques (alors nommés «comportements psychotiques») de l'ordre de 69 sur 10000. Gillberg pense que ces patients seraient de nos jours classés sous les dénominations de syndrome d'Apserger et de Trouble envahissant du développement non spécifié, ce qui lui permet de dire que, de manière globale, il n'y a pas eu d'augmentation du taux d'autisme dans la population générale, et de réfuter l'idée d'une «épidémie d'autisme».
Ce point de vue rejoint notamment celui de l'épidémiologiste Éric Fombonne selon qui l'augmentation en termes de données chiffrées pour l'autisme depuis les années 1990 résulte d'une meilleure connaissance des troubles et d'un changement en termes de critères diagnostiques.